# William Howard Stein
William Howard Stein (* 25. Juni 1911 in New York City; † 2. Februar 1980 ebenda) war ein US-amerikanischer Biochemiker. Er erhielt 1972 zusammen mit Christian B. Anfinsen und Stanford Moore für seine Arbeiten zur chemischen Struktur und zur katalytischen Wirkung des aktiven Zentrums des Ribonuklease-Moleküls den Nobelpreis für Chemie.

## Biographie
William H. Stein studierte von 1927 bis 1929 an der Philips Exeter Academy und ging danach an die Harvard University (B.Sc. 1933) und die Columbia University, wo er 1935 promovierte. Im Jahr 1938 wurde er Erster Mitarbeiter und später Professor am Rockefeller-Institute of Medical Research in New York. 1960 wurde er sowohl in die American Academy of Arts and Sciences als auch in die National Academy of Sciences gewählt. Von 1968 bis 1971 war er zudem Chefredakteur des Journal of Biological Chemistry. Er wirkte mehrfach als Berater an Regierungskommissionen mit.
Stein war seit 1936 mit Phoebe Stein, geborene Hochstader, verheiratet und hatte drei Söhne.

## Werk
William H. Stein und Stanford Moore gelang es mit der Ribonuklease erstmals, die Primärstruktur eines Enzymmoleküls vollständig aufzuklären, wobei sie einen von ihnen entwickelten Aminosäureanalysator einsetzten. Dieses Gerät ermöglichte es, Proteine aufzulösen, die aus einer größeren Anzahl einzelner Aminosäuren aufgebaut sind. Durch die Aufklärung der Struktur wurde der Weg zum Verständnis dieses Enzyms geebnet und die Grundlage zur Erforschung weiterer Enzyme gelegt.

## Veröffentlichungen (Auswahl)
- mit Stanford Moore: Photometric ninhydrin method for use in the chromatography of amino acids. In: J Biol Chem. Band 176, 1948, S. 367 ff.
- mit Stanford Moore: Chromatography of amino acids on sulfonated polysterine resins. In: J Biol Chem. Band 192, 1951, S. 663 ff.
- mit Stanford Moore und D. H. Spackman: Chromatography of amino acids on sulfonated polystyrene resins. An improved system. In: Anal Chem. Band 30, 1958, S. 1185–1189.
- mit D. H. Spackman und Stanford Moore: Automatic recording apparatus for use in the chromatography of amino acids. In: Anal Chem. Band 30, 1958, S. 1190 ff.